# Václav Faltus
Václav Faltus (* 12. února 1956 Ústí nad Orlicí) je český imitátor, prosadil se i v dabingu, daboval Louise de Funèse ve filmu Jak vykrást banku (pokoušel se napodobit charakteristický hlasový projev zesnulého Františka Filipovského).

## Životopis
Vyrostl a dodnes žije ve východočeském Letohradu. Vyučil se elektromechanikem a od svého vyučení pracoval až do roku 1994, kdy odešel na volnou nohu, v letohradských Orlických elektrotechnických závodech. Večerně vystudoval elektrotechnickou průmyslovou školu. První veřejné vystoupení absolvoval v roce 1980. Od té doby začala jeho popularita stoupat a dnes je jedním z mála špičkových imitátorů, který má ve svém repertoáru více než 280 hlasů populárních herců, zpěváků i politiků. Jeho bratr Bohuslav Faltus do roku 2008 pracoval na nádraží Těchonín jako výpravčí.

## Osobnosti imitované Václavem Faltusem
| - Jiří Dienstbier - Václav Havel - Gustáv Husák - Václav Klaus - Miroslav Sládek - Miloš Zeman - Jaroslav Bašta - Adolf Hitler - Jan Ruml - Andrej Babiš - Karel Schwarzenberg - Madeleine Albrightová | - Vlasta Burian - František Filipovský - Felix Holzmann - František Kovářík - Václav Lohniský - Jiří Sovák - Lubomír Lipský - Jan Skopeček - Ladislav Trojan - Stanislav Neumann - Václav Trégl - Rudolf Deyl ml. - Oldřich Nový - Oldřich Kaiser - Jiří Lábus - Jan Pivec - Chantal Poullain - Luděk Sobota - Zdeněk Srstka - Leoš Suchařípa - Jiřina Bohdalová - Ivo Šmoldas - Patrik Hezucký - Bolek Polívka - Miroslav Donutil | - František Ringo Čech - Karel Gott - Jan Nedvěd | - profesor Hrbolek - Viktor Hujer - poručík Troník - děda Potůček | - Hurvínek - Křemílek a Vochomůrka - Medvídci od Kolína - Rákosníček - Spejbl - Bob a Bobek - Maxipes Fík | - Věra Chytilová - Karol Polák - Zdeněk Troška - Růžena Kaizrová - Vladimír Železný - Helena Fibingerová |